# Le Lieutenant ottoman
Pour plus de détails, voir Fiche technique et Distribution.
Le Lieutenant ottoman (The Ottoman Lieutenant) est un film dramatique américano-turc réalisé par Joseph Ruben, sorti en 2017.

## Synopsis
1914, Lillian Rowe (Hera Hilmar), jeune infirmière américaine originaire de Philadelphie, décide de partir en Anatolie (Empire ottoman) afin de livrer du matériel humanitaire et de soin à un hôpital américain installé à Van, au milieu des montagnes. À son arrivée à Istanbul, elle rencontre le lieutenant Ismaïl Veli (Michiel Huisman), officier de l'armée ottomane qui accepte de l'escorter jusqu'à sa destination, condition sine qua none pour que l'expédition puisse avoir lieu. À son arrivée, Lilly retrouve le médecin américain, Jude Gresham (Josh Hartnett), qui lui avait parlé de l'hôpital quelques mois auparavant lors d'une conférence. Mais bientôt, l'Empire entre à son tour dans la Première Guerre mondiale au côté des Empires centraux et la guerre rattrape les trois protagonistes.

## Fiche technique
- Titre original : The Ottoman Lieutenant
- Titre turc : Osmanlı Subayı
- Titre français : Le Lieutenant Ottoman
- Réalisation : Joseph Ruben
- Scénario : Jeff Stockwell
- Direction artistique : Alessandro Alberti
- Décors : Katerina Koutská
- Costumes : Joanna Eatwell
- Photographie : Daniel Aranyó
- Son : Tomáš Bělohradský
- Montage : Nick Moore, Dennis Virkler
- Musique : Geoff Zanelli
- Production : Stephen Joel Brown, Alinur Velidedeoğlu, Güneş Çelikcan, Merve Zorlu, Yusuf Esenkal, Serdar Öğretici
- Sociétés de production : Eastern Sunrise Films, Y Production
- Sociétés de distribution : Paladin, Universal
- Budget : 40 millions de dollars (estimation)
- Pays de production :  États-Unis,  Turquie
- Langue originale : anglais
- Format : couleur
- Genre : drame, film historique, romance
- Durée : 96 minutes
- Dates de sortie[1] :
  - États-Unis : 10 mars 2017
  - Turquie : 19 mai 2017
  - France : 23 juillet 2017[2] (directement sorti en VOD)

## Distribution
- Michiel Huisman (VF : Olivier Augrond) : le lieutenant Ismaïl Veli
- Hera Hilmar (VF : Adeline Moreau) : Lillian Rowe, dite « Lillie »
- Josh Hartnett (VF : Damien Boisseau) : Dr Jude Gresham
- Ben Kingsley (VF : Féodor Atkine) : Dr Garrett Woodruff
- Haluk Bilginer : le colonel Khalil Bey
- Affif Ben Badra (VF : Patrick Borg) : Christapor
- Paul Barrett (VF : Julien Thomast) : M. Rowe
- Jessica Turner : Mme Rowe
- Peter Hosking (en) : M. Clemson
- Selçuk Yöntem : Melih Pasha, oncle d'Ismaïl Veli
- Eliska Slansky : Aghavni
- Hasan Say (VF : Benoît Berthon) : Ahmet

 Source et légende : version française (VF) sur RS Doublage et selon le carton du doublage français sur le DVD zone 2.